# 阿扎泰
阿扎泰（義大利語：Azzate），是意大利瓦雷泽省的一个市镇。总面积4.72平方公里，人口4473人，人口密度947.7人/平方公里（2009年）。国家统计（ISTAT）代码为012006。